# Sentencia contra una mujer
Sentencia contra una mujer és una pel·lícula espanyola de 1961 dirigida per Antonio Isasi-Isasmendi amb un guió de Lluís Josep Comeron i Martín basat en una novel·la Testamento en la Montaña de Manuel Arce Lago.

## Sinopsi
Dos bandolers andalusos segresten un indià benestant amb l'esperança que la seva esposa pagui el rescat.

## Repartiment
- Emma Penella
- Antonio Molino Rojo
- José Guardiola
- Carlos Otero

## Premis
Medalles del Cercle d'Escriptors Cinematogràfics
| Any  | Categoria     | Pel·lícula   | Resultat   |
| ---- | ------------- | ------------ | ---------- |
| 1961 | Millor actriu | Emma Penella | Guanyadora |